# Euprosopia tenuicornis
Euprosopia tenuicornis är en tvåvingeart som beskrevs av Macquart 1847. Euprosopia tenuicornis ingår i släktet Euprosopia och familjen bredmunsflugor. Inga underarter finns listade i Catalogue of Life.